# دی آندر بیمبری
دی آندر بیمبری (انگلیسی: DeAndre' Bembry؛ زادهٔ ۴ ژوئیهٔ ۱۹۹۴) بازیکن بسکتبال اهل ایالات متحده آمریکا است.